# Dáma (titul)
Dáma (fr. dame, it. dama, donna, šp. doña) je titul příslušející šlechtičně, zpravidla příslušnici nižší šlechty, též označení pro příslušnici rytířského řádu (tedy ženský ekvivalent rytíř, pokud řád přijímal i členky). Konkrétní užití titulu se v různých státech liší (lišilo), například ve Spojeném království titul dáma (anglicky Dame) užívají ženy na místech, kde muži užívají titul sir (a platí pro ně i stejné ustanovení o čestném rytířství pro cizí občany). Nepoužívá se se samotným příjmením (například dáma Elisabeth Taylorová mohla být oslovena „dámo Elisabeth“ ale nikoliv „dámo Taylorová“). Titul dáma lze nejen získat za zásluhy, ale také zdědit.